# 蕭退
蕭退（？—？），南兰陵郡兰陵县（今江苏省常州市武进区）人，追尊梁文帝萧顺之之孙，使持节、散骑常侍、都督荆湘雍梁益宁南北秦八州诸军事、骠骑大将军、开府仪同三司、荆州刺史、鄱阳王忠烈王萧恢之子。

## 生平
萧退在南梁封湘潭侯，出任青州刺史。
普通七年（526年），萧恢在荆州去世，萧退的大哥萧范派遣萧退护送父亲的遗体沿长江回建康城。大同二年（536年），东魏派遣侯景率领七万人马进攻楚州，侯景乘胜进军淮上，写信劝陈庆之投降。梁武帝萧衍派遣萧退和右卫将军夏侯夔等人前往增援，军队赶到黎浆时，陈庆之已经击败侯景。
侯景之乱发生后，北兖州刺史萧祗、萧退以及前任潼州刺史郭凤一同起兵，准备前往支援。太清三年二月庚子（549年3月28日），南兖州刺史南康王萧会理和前青冀二州刺史萧退、西昌侯世子萧彧率领长江以北的三万军队到达马卬洲。此时侯景刚与南梁诈和，担心北军从白下城前来，断绝长江的通道，于是上表说：“请北军回撤到秦淮河南岸，否则，臣没法撤退到江北。”二月丁未（549年4月4日），太子萧纲敕令萧会理和萧退率领北军移防到江潭苑。
三月，侯景攻陷建康城。三月己巳（549年4月26日），侯景派石城公萧大款携带诏令命令建康城外各路军队解围，北兖州刺史萧退也带领自己的军队退回军镇。之后蕭退随堂兄北兖州刺史、定襄侯蕭祗逃亡到東魏。
天保四年（553年）九月，齐文宣帝高洋派遣郭元建在合肥训练水军两万多人，准备袭击建康城，强迫南梁接受萧退为皇帝。闰十月丁丑，南梁南豫州刺史侯瑱在东关与郭元建交战，北齐军队大败，溺死的有上万人，萧退回到邺城。北齐天保年间，萧退担任金紫光禄大夫，去世。

## 家庭

### 儿子
- 蕭慨，北齐司徒从事中郎

## 延伸阅读
[在维基数据编辑]
 《北齊書/卷33》，出自李百药《北齊書》
 《北史·卷029》，出自李延壽《北史》